# Tom Hunting
Tom Hunting (10. travnja 1965.) američki je thrash metal bubnjar. Najpoznatiji je kao bubnjar američkog thrash metal sastava Exodus.
Hunting je jedini preostali izvorni član sastava, no napustio ga je tri puta: 1989., 1998. i 2005. godine.

## Diskografija
Exodus (1979. – 1989., 1997. – 1998., 2001. – 2005., 2007. – danas)
- Bonded by Blood (1985.)
- Pleasures of the Flesh (1987.)
- Fabulous Disaster (1989.)
- Tempo of the Damned (2004.)
- The Atrocity Exhibition... Exhibit A (2007.)
- Let There Be Blood (2008.)
- Exhibit B: The Human Condition (2010.)
- Blood In, Blood Out (2014.)